# Chery QQme
La Chery QQme (nome in codice S16) è una autovettura berlina prodotta dal 2009 al 2011 dalla casa automobilistica cinese Chery Automobile.

## Descrizione
La QQme, noto anche come Chery S16, Chery QQ5 o Chery QQ Sport (ad Auto China 2008), è stato il modello più piccolo prodotto dalla Chery e ha un design progetto dall'italiano Enrico Fumia.
La vettura è stata dapprima presentata sotto forma di concept car per la prima volta all'Auto Shanghai 2005 con il nome Chery WOW. Il design si caratterizza quasi esclusivamente per la presenza di linee curve e spigoli arrotondati, con il montante centrale curvo. Il tema a cerchio dello stile della carrozzeria prosegue anche negli interni.
Ad alimentato la vettura c'è un motore da 1,3 litri con una potenza massima di 61 kW e 114 Nm di coppia che, secondo i dati dichiarati dal produttore, consuma 4,6 litri/100 km a 60 km/h costanti.